# Archives Centrales iconographiques d'Art national et Laboratoire central des Musées de Belgique
Pour les articles homonymes, voir Archives centrales.
 (octobre 2013).
Si vous disposez d'ouvrages ou d'articles de référence ou si vous connaissez des sites web de qualité traitant du thème abordé ici, merci de compléter l'article en donnant les références utiles à sa vérifiabilité et en les liant à la section « Notes et références ».
Les Archives Centrales iconographiques d’Art national et Laboratoire central des Musées de Belgique (ACL) est l’ancien nom de l’Institut royal du patrimoine artistique (IRPA), établissement scientifique fédéral belge installé à Bruxelles.

## Chronologie
- 1900 : Création de l’atelier de photographie des Musées royaux d’art et d’histoire (MRAH)
- 1920 : Mise en place par les musées du Service de la Documentation belge, ancêtre de l’IRPA
- 1934 : Nomination de Paul B. Coremans par Jean Capart, égyptologue et conservateur en chef des Musées, comme chef du Service de la Documentation belge et responsable de la création d'un Laboratoire de Recherches physico-chimiques.
- 1943 : Intégration de l’atelier de photographie des MRAH au Service de la Documentation belge.
- 1948 : Fondation le 24 juin par arrêté du Régent (avec effet rétroactif au 1er janvier 1946) des Archives Centrales iconographiques d’Art national et Laboratoire central des Musées de Belgique
- 1949 : Création du Centre national de Recherches « Primitifs flamands », au sein des ACL.
- 1957 : Les ACL deviennent, par l’arrêté royal du 17 août, l'une des dix institutions scientifiques fédérales et prennent le nom d’Institut Royal du Patrimoine Artistique.

## Missions
Les ACL, devenues indépendantes des Musées royaux d'Art et d'Histoire, se consacrent officiellement à l'inventaire, l'étude scientifique et la conservation des œuvres d'art, au bénéfice de tout le pays. Elles se situent malgré tout toujours dans les locaux des Musées, puisque l’infrastructure actuelle est construite en 1962.
À partir de 1945, la Seconde Guerre mondiale rend nécessaire de traiter des œuvres d’art irremplaçables mais durement touchées. Il est alors urgent d’imposer au niveau international des mesures assurant la qualité et l’uniformisation des restaurations, ce à quoi prend part Paul B. Coremans.
En 1948, l’institution se voit confier l’étude et le traitement du Triptyque du Saint-Sacrement de Dirk Bouts, mission importante pour son avenir. D’une part, c’est la première fois que les ACL étudient de manière approfondie une œuvre-clé de la peinture des Pays-Bas méridionaux au XVe siècle. D’autre part, c’est à cette occasion que le restaurateur belge Albert Philippot collabore pour la première fois avec les ACL. C’est lui qui influencera par la suite l’élaboration de l’éthique d’intervention de l’institution.
En 1950, les ACL entreprennent le traitement de l’Agneau mystique des frères Hubert et Jan Van Eyck, et ce dans une optique de conservation. Novatrice, l’institution va pour la première fois faire appel à une commission internationale d’experts, dans le but de limiter l’intervention sur le tableau et de respecter l’intégrité historique et esthétique de l’œuvre. À la suite de ce travail paraît en 1953 un ouvrage qui fait date : L'Agneau mystique au laboratoire, premier au monde à décrire l'examen scientifique et le traitement motivé d'une œuvre prestigieuse.
En 1952-53, l’église Saint-Sébastien de Stavelot confie au laboratoire la châsse de Saint-Remacle, entraînant le traitement par la suite de plusieurs autres orfèvreries prestigieuses.
En 1957, les ACL changent de nom pour devenir l’IRPA, changement considéré comme une reconnaissance du projet de travail pluridisciplinaire défendu dès le début par Paul B. Coremans.

## Constitution des archives
En juin 1940, Jean Capart demande à Paul Coremans de se consacrer à l’établissement de la documentation photographique des œuvres d’art belges, à l’instar des pays voisins. Les MRAH possèdent en effet à ce moment-là environ 30.000 clichés, dont près de 12.000 achetés aux Allemands, ceux-ci ayant fait des missions photographiques en Belgique durant la Première Guerre mondiale. Le Service d’art allemand (Kunstschutz) menaçant l’intention de reprendre ces prises de vue, et par peur des destructions provoquées par les combats, le professeur gantois Stan Leurs, conseiller général du Commissariat Général à la Restauration du Pays (CGRP), et Jozef Muls, directeur des Beaux-arts, confient aux MRAH la mission de réaliser d’urgence un inventaire photographique du patrimoine artistique. Les négatifs et les épreuves sont alors conservés au Service de Documentation belge. Plus de 160 000 clichés sont réalisés entre 1941 et 1945. Les prises de vues se concentrent principalement sur les monuments et objets d’art antérieurs à 1940, aux édifices publics civils et religieux, aux musées, aux anciens vitraux déposés, aux cloches d’églises enlevées et aux œuvres transportées dans des abris.
C’est sur cette base que se constituent entre autres les archives de l’actuelle IRPA.